# Hans-Jochen Knobloch
Hans-Jochen Knobloch (* 11. April 1941 in Dresden) ist ein deutscher Fotografiker und Fotograf.

## Leben und Werk
Knobloch absolvierte von 1955 bis 1958 in Dresden eine Lehre als Fotolaborant. Nach dem Wehrdienst in der NVA studierte er, u. a. bei Heinz Föppel, von 1961 bis 1966 an der Hochschule für Grafik und Buchkunst Leipzig mit dem Abschluss als Diplom-Fotografiker. Danach war er in Ost-Berlin als Fotograf freischaffend tätig. Er arbeitete vornehmlich als Farbfotograf und machte u. a. Arbeiten für Presse, Verlage und die Industrie. Dem breiten Publikum in der DDR wurde er durch Bildbände mit Landschafts- und Stadtmotiven der DDR bekannt.
Knobloch war Mitglied des Verbands Bildender Künstler der DDR.
1983 verließ er die DDR in die Bundesrepublik, wo er sich als Fotograf für geo profilierte. Er wurde Mitglied des Bunds Freischaffender Foto-Designer.

## Buchpublikationen mit Fotografien Knoblochs in der DDR (unvollständig)
- Karl-Georg Eickenjäger (Text): Berlin-Friedrichshain. Baudenkmale, Gedenkstätten, Plastiken im Stadtbezirk. Rat des Stadtbezirks Berlin-Friedrichshain, 1979
- Gabriele Stave (Text): Das Kastanienhausmobil. 10 Reisebilder aus der DDR. Verlag Junge Welt, Berlin, 1982
- Landschaften unserer Heimat. 104 Farbfotos mit Motiven aus der Deutschen Demokratischen Republik. Fotokinoverlag Leipzig, 1973
- Gotthard Erler (Hrsg.): Wanderungen in der Mark. Aufbau Verlag Berlin, 1979
- Wolfgang Knape (Text): Die Uckermark. F.A. Brockhaus Verlag Leipzig, 1980 (Reihe Brockhaus Miniaturen)
- Monika Roloff (Text): Döbeln. F.A. Brockhaus Leipzig, 1981
- Harald Thomasius (Text): Waldbilder. Eine Exkursion in die heimischen Wälder. F.A. Brockhaus Leipzig, 1985

## Ausstellungen in der DDR (mutmaßlich unvollständig)
- 1977/1978: Halle, Galerie Roter Turm („Medium Fotografie“)
- 1982: Berlin, Bezirkskunstausstellung
- 1982/1983: Dresden, IX. Kunstausstellung der DDR